# Anton Mader (Komponist)
Anton Mader (* 23. April 1877 in Wien; † 9. September 1953 in Wien) war ein österreichischer Komponist und Militärkapellmeister.

## Leben
Mader war ein österreichischer Militärkapellmeister. Er begann seine Laufbahn 1912 in Castelnuova, Dalmatien. 1918 übernahm er die Volkswehrmusik und 1924 (bis 1933) die Kapelle des Infanterie-Regiments Nr. 5.